# 杜塞爾角
杜塞爾角（英語：D'Ursel Point）是南極洲的海岬，位於帕默群島的布拉班特島東南岸，是布爾斯灣入口處南部，由保加利亞的探險隊發現，現時由南極條約體系管理。